# Сазонки
Сазо́нки (рос. Сазонки) — присілок у складі Дмитровського міського округу Московської області, Росія.

## Населення
Населення — 61 особа (2010; 5 у 2002).
Національний склад (станом на 2002 рік):
- росіяни — 100 %